# محرك تيار ثلاثي الطور
يعتبر محرك تيار ثلاثي الطور الذي اخترعه نيكولا تسلا عام 1886 الأكثر انتشاراً في عالم الصناعة وهذا ما يتمتع به من ميزات مثل المتانة وبساطة التركيب وانخفاض ثمنه بالمقارنة مع المحركات الأخرى

## تركيب المحرك ثلاثي الطور
يتكون المحرك ثلاثي الطور من عضوين رئيسيين هما العضو الثابت Stator والعضو الدائر Rotor

## العضو الثابت

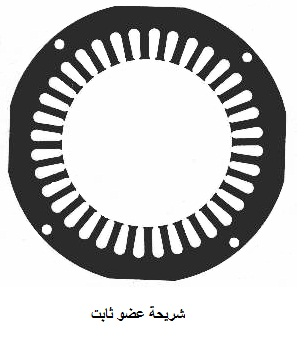

يتكون العضو الثابت من أسطوانة حديدية خارجية مكونة من شرائح متراصة من الحديد المغناطيسي تتراوح سماكتها من 0.3 مم إلى 0.6 مم ومعزولة عن بعضها بعازل كهربائي مثل الزيت أو الورق بحيث تكون مع بعضها البعض الجسمً الاسطواني. عند تصنيع الشرائح يراعى في تشكيلها ان يكون بداخل الاسطوانة عدد من المجاري وذلك لتركيب الملفات . والهدف من صناعة العضو الثابت بهذه الطريقة هو تقليل التيارات الدوامية ترفع من درجة حرارة الحديد بسبب تعرض الحديد للمجال المغناطيسي المتغير داخل المحرك، وتعتبر طاقة ضائعة لا يستفاد منها . وبعد اكتمال تصنيع العضو الثابت بهذه الطريقة يتم تقسيمه إلى العدد المطلوب من الأقطاب ثم يتم تركيب ملفات كل طور في المجاري الخاصة به بحيث يفصل بين كل طور وآخر 120 درجة (زاوية انظر انزياح الطور). وفي نهاية عملية تنزيل الملفات في المجاري يكون قد تكون لدينا ثلاثة ملفات في العضو الثابت لكل منها طرفان يتم من خلالها تغذية العضو الثابت بالتيار المتردد، إما توصيل نجمة أو توصيل دلتا.

## العضو الدوار
يوجد من العضو الدوار نوعان مختلفان في التركيب ومتقاربان في الخواص الكهربائية، ويسمى المحرك الكهربائي عادة باسم عضوه الدوار للتمييز بين نوعيه وهما «العضو الدائر الملفوف» أو ذو حلقات الانزلاق و دوار قفص سنجابي.

## العضو الدوار الملفوف

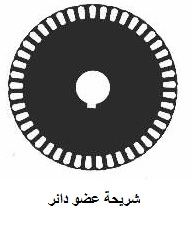

يتركب العضو الدوار الملفوف من شرائح متراصة من الحديد المغناطيسي وتكون الشرائح معزولة عن بعضها البعض مثلما في تركيب العضز الثابت . وهي تركب على محور المحرك الدوار ومحفور فيها عدد من المجاري لتركيب ملفات الدوار . يقسم العضو الدوار إلى عدد من الأقطاب مساوي لأقطاب العضو الثابت وتقسم المجاري في كل قطب إلى ثلاثة أقسام كل قسم يركب فيه ملفات أحد الأطوار الثلاثة وتوصل الملفات بشكل نجمي وتوصل أطرافها إلى حلقات الانزلاق (مبادل كهربائي) عن طريق حلقات انزلاق . وبواسطة طريق فرش كربونية مماسة لحلقات الانزلاق أثناء الدوران يتم توصيل ملفات العضو الدوار بالتيار الكهربائي من الخارج . ويمكن بذلك بدء دوران المحرك أو في تنظيم سرعته ويتميز هذا النوع من المحركات بإمكانية تغيير خواص تشغيله عن طريق توصيل ملفات العضو الدوار بمقاومة خارجية متغيرة بغرض التحكم في عزم الدوران وبالتالي سرعة المحرك .

## العضو الدوار ذو القفص السنجابي
يكون العضو الدوار ذو القفص السنجابي مشابها تماماً للعضو الدوار ذو حلقات الانزلاق من حيث التركيب الميكانيكي، ولكن بدلاً من وضع ملفات في المجاري فتوضع قضبان من النحاس أو الألمنيوم في مجاري الشرائح الحديدية في هيئة القفص . وهذه القضبان تكون متصلة أطرافها مع بعضها البعض من جهتي العضو الدوار بحلقتين من النحاس أو الألمونيوم . هذا النوع القفصي لا يقسم إلى عدد معين من الأقطاب وإنما يستطيع التكيف تلقائياً مع عدد الأقطاب والأطوار للعضو الثابت، ولا يوجد به حلقات انزلاق وبالتالي لايمكن ربطه بدارة خارجية ولا يمكن التحكم بخواص تشغيله، لأنه يدور تحت تأثير الحث المغناطيسي من العضو الثابت.

## المجال المغناطيسي الدوار
بما أن ملفات العضو الثابت موصولة إما على شكل نجمة أو دلتا ويوجد بين كل ملف وآخر زاوية قدرها 120 درجة فإنه عندما توصل هذه الملفات بمصدر جهد كهربائي ثلاثي الطور سيمر في هذه الملفات تيارات مترددة، بين كل تيار وآخر زاوية 120 درجة، وسينشئ في الثغرة الهوائية بين العضو الثابت والعضو الدوار مجال مغناطسي دوار منتظم . هذا المجال يدور بسرعة تسمي السرعة التزامنية Synchronous speed وشدة هذا المجال المغناطيسي تتناسب طردياً مع تيار الطور المار في العضو الثابت وعدد اللفات في العضو الثابت تحت كل قطب .

## مبدأ عمل المحرك التحريضي ثلاثي الطور
بكل بساطة مبدا عمل هذا المحرك يعتمد على أن هناك قوة نشأت نتيجة وجود ناقل يحمل تياراً وضع في مجال مغناطيسي متقاطع معه
وينقسم محرك ثلاثي الطور إلى قسمين الأول يدعى الثابت يدعى ( Stator ) فيه ثلاث مجموعات من الملفات متساوية العدد وهي اطوار التشغيل الفاز الأول والثاني والثالث ( وكل مجموعة تحتوي على عدد زوجي من الملفات وهذا العدد هو الذي يشكل اقطاب المحرك الذي سأشرحه لاحقا) بين هذه الاقطاب زاوية مقدارها 120 درجة ولدينا القسم الثاني يدعى الدوار المتحرض أو (Rotor ) ويدعى أيضا القفص السنجابي لأنه وبكل بساطة عبارة صفائح معدنية متصلة مع بعضها ومشكلة اسطوانة دائرية الشكل هذه الأسطوانة فيها ثقوب طولية على طول الأسطوانة تتوضع بها قضبان ألمنيوم أو نحاس ومقصورة بشكل محكم من طرفي الأسطوانة مشكلة ملفات العضو الدائر كثانوي محولة وإذا نظرنا للصورة الموضحه جانيا نجد ان القضبان تشبه قفص السنجاب بشكل واضح وتكون هذه الثقوب أو تسمى مجاري مائلة قليلا نسبة لمجاري ال Stator وذلك لتحسين دورانه واقلاعه
الآن فإذا طبقنا على ملفات الجزء الثابت جهد متناوب ثلاثي فإنه يمر بهذه الملفات تيار متناوب محدثاً مجالاً مغناطيسياً دواراً يقطع ملفات الجزء الدائر (القضبان المقصورة التي تسمى قفص السنجاب) ويولد بالتحريض قوة محركة كهربائية في ملفاته (لذالك يسمى المحرك التحريضي) وبما أن ملفات الجزء الدائر موصولة مع بعضها البعض مشكلة دارة مغلقة تسمح بمرور تيار كهربائي فإن هذا التيار يولد سيالة مغناطيسية أخرى ومن ثم فإن التأثير المتبادل بين هاتين السيالتين ينتج عزماً كهربائياً يعمل على دواران الجزء الدوار بسرعة n هي دوما اقل من السرعة التوافقية N ( التي تحددها الأقطاب P وتردد المنبع Hz الهرتز) وذلك بسبب ضياع جزء من استطاعة المجال الدوار في التغلب على المفاقيد الحديدية والميكانيكية وتسمى ( سرعة الانزلاق ) ولذلك سميت بالمحركات التحريضية التوافقية بسبب ان n السرعة الحقيقية اقل من N السرعة التوافقية
تعطى سرعة المحرك التوافقية وببساطة شديدة بالعلاقة
N = 120 . F / P
حيث:
120 هي فرق الزاوية بين الأطوار
F هي تردد المنبع بالهرتز P .Hz هو عدد الأقطاب وهي كما ذكرت دائما تكون عدد زوجي (2,4,6.....)

## مفهوم الانزلاق
الجهد الكهربائي المتولد في ملفات العضو الدوار يعتمد على السرعة النسبية بين العضو الدائر وسرعة المجال المغناطيسي الناتج من العضو الثابت . فإذا كانت سرعة المجال المغناطيسي هي ns وسرعة العضو الدائر هي n ، فإن السرعة النسبية بين العضو الدوار وسرعة المجال المغناطيسي هي الفرق بين السرعتين ns-n ، وتسمى سرعة الانزلاق Slip speed